# Platycnemis dealbata
Platycnemis dealbata är en trollsländeart som beskrevs av Selys 1863. Platycnemis dealbata ingår i släktet Platycnemis och familjen flodflicksländor. IUCN kategoriserar arten globalt som livskraftig. Inga underarter finns listade i Catalogue of Life.

## Bildgalleri

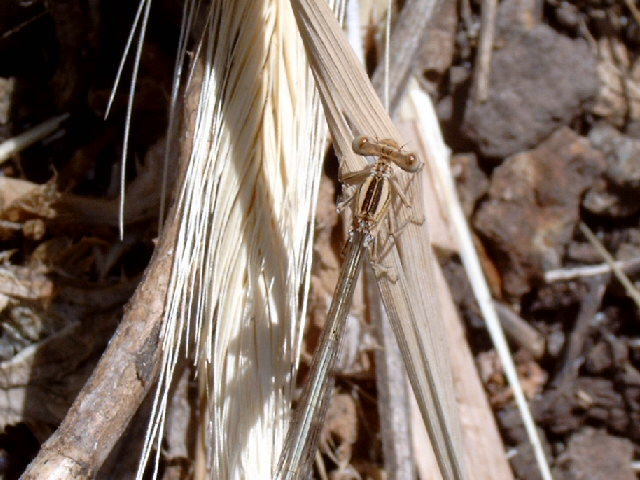